# 锦州海蜇
锦州海蜇是中华人民共和国辽宁省锦州市沿海主要水产品之一，由锦州市水产供销公司加工生产。捕捞时间在每年8月份，产量可观，是锦州创汇的主要产品。其味道鲜美，营养价值高，远销日本、韩国、香港、台湾等国家或地区，深受广大消费者欢迎。锦州海蜇从1977年开始组织出口，1982年通过与日本搞“补偿贸易”的形式，引进成套海蜇切丝设备，制出成品447吨。根据1985年底统计，锦州全市海蜇的出口品种有海蜇皮、蜇头、蜇皮丝、蜇头丝、蜇头块等多品种。